# Tee Productions
Tee Productions er et norsk hip-hop-pladeselskab. Selskabet blev startet af Tommy Tee i 1995. Selskabet har udgivet album med artistene Warlocks, Diaz, Son of Light, Opaque og Gatas Parlament.

## Udgivelser
| Dato | Artist       | Album      |
| ---- | ------------ | ---------- |
| 1997 | Warlocks     | Top Notch  |
| 1997 | Son of Light | Deep Green |

- Warlocks: Mic knights (1998)
- T.P Allstars: Norske byggeklosser (1999)
- Diaz: 2050 (2000)
- Diverse artister: Scandalnavia vol.1 (2000)
- Opaque: Gourmet Garbage (2001)
- Warlocks: Afterlife (2001)
- Gatas Parlament: Holdning over underholdning (2002)
- Son of Light: The homecoming (a return to family values) (EP) (2002)
- Diaz: Velkommen hjem, Andres (2003)
- Tommy Tee: Back to work (2004)
- Gatas Parlament: Fred, frihet og alt gratis (2004)
- Ken Ring & Tommy Tee: To legender Utan penger (2004)
- Tommy Tee: Tommy tycker om mej (2005)
- Diaz: Jessheimfanden (2005)
- Tommy Tee: Studio time (2009)